# プロヴィンツィヤ
プロヴィンツィヤ（ロシア語: Провинция）は帝政ロシアにおいて1719年から1775年にかけて用いられていた行政単位である。プロヴィンツィヤに対し、日本語文献では「地区」の訳語を当てるものがある。
プロヴィンツィヤは1719年5月29日にピョートル1世によって公布・施行された。当時帝政ロシアは9のグベールニヤ（県）に区分されていたが、この県の下位区分としてプロヴィンツィヤが設置された。1720年までには11県となり、プロヴィンツィヤの総数は45（後に50）となった。また、1719年にはスウェーデンの制度を手本として、プロヴィンツィヤの下位区分にジストリクト(ru)（管区）が設置され、ゼムスキー・コミッサール(ru)（地方監察官）を地方貴族から選出する制度も敷かれたが、1727年にはジストリクトはウエズド（郡）に改組された。
1775年11月7日にプロヴィンツィヤの廃止が決定され、1780年代までに各県内のプロヴィンツィヤの改組が完了した。
なお、プロヴィンツィヤの語源はラテン語のprovinciaであり、現代ロシア語では、古代ローマの属州や、現代の各国の上位行政区（国の直下の行政区分）に対し、プロヴィンツィヤの訳語が当てられているものがある。具体的には中国の省、タイのチャンワット、イラク等のムハーファザ、あるいは各国のプロヴィンス（英語: province）などである。ジストリクトもまた、ディストリクト（英語: district）に対応し、現代ロシア語でアメリカ・イギリス等における選挙区・裁判区等の区分名として用いられている。